# نشانه ریسمن
نشانهٔ ریسمن (انگلیسی: Riesman's sign) یک نشانهٔ بالینی است که در آن با گذاشتن یک گوشی پزشکی روی چشم بسته، می‌توان صدای بروئی یا سوفل را شنید. نشانهٔ ریسمن به افتخار دیوید ریسمن نامگذاری شده است و در بیماران مبتلا به بیماری گریوز یافت می‌شود.